# 沙拉兰弧犁头鳐
沙拉蘭弧犁頭鰩（學名：Acroteriobatus salalah），又稱沙拉蘭犁頭鰩、沙拉蘭琵琶鱝，為軟骨魚綱犁頭鰩目犁頭鰩科弧犁頭鰩屬的其中一種，分布於西北印度洋阿曼索科特拉群島至巴基斯坦海域，本魚體延長而平扁，吻寬短而呈三角形，齒細小而多，舖石狀排列。口裂橫向；唇褶發達。鰓裂小，在胸鰭基部內側，斜向。背鰭兩個，位於尾部，第一背鰭在腹鰭基底後方；尾鰭短小，上葉較大，下葉突出，後部無缺刻，體長可達78公分，棲息於沿海至大陸棚海域，為底棲性魚類，肉食性，卵胎生，生活習性不明。